# Ивановка (Петровский район, Саратовская область)
Ивановка — село в Петровском районе Саратовской области, входит в состав сельского поселения Берёзовское муниципальное образование.

## География
Находится на расстоянии примерно 23 километра по прямой на юг-юго-запад от районного центра города Петровск.

## История
Официальная дата основания 1898 год. Название дано по фамилии помещика. Однако, по другим данным, село было известно ещё в 1859 году, когда в нём насчитывали 19 дворов и 155 жителей. В 1910 году в Ивановке было 32 двора, 197 жителей.

## Население
Постоянное население составило 37 человек (русские 95%) в 2002 году, 38 в 2010.